# Washington Open 1998
Il Washington Open 1998, noto come Legg Mason Tennis Classic per motivi di sponsorizzazione, è stato un torneo di tennis giocato sul cemento. È stata la 30ª edizione del Washington Open e faceva parte della categoria International Series Gold nell'ambito dell'ATP Tour 1998. Si è giocato a Washington negli Stati Uniti, dal 20 al 26 luglio 1998.

## Campioni

### Singolare
Andre Agassi ha battuto in finale  Scott Draper con il punteggio di 6–2, 6–0.

### Doppio
Grant Stafford /   Kevin Ullyett hanno battuto in finale  Wayne Ferreira /  Patrick Galbraith con il punteggio di 6–2, 6–4.